# Clusiella axillaris
Clusiella axillaris là một loài thực vật có hoa trong họ Calophyllaceae. Loài này được (Engl.) Cuatrec. mô tả khoa học đầu tiên năm 1950.